# Echeandia nayaritensis
Echeandia nayaritensis är en sparrisväxtart som beskrevs av Robert William Cruden. Echeandia nayaritensis ingår i släktet Echeandia och familjen sparrisväxter. Inga underarter finns listade i Catalogue of Life.